# Georges Danton
Georges Jacques Danton (ur. 26 października 1759 w Arcis-sur-Aube, zm. 5 kwietnia 1794 w Paryżu) – jeden z organizatorów i przywódców rewolucji francuskiej 1789, w latach 1789–1790 adwokat, znakomity mówca, członek Konwentu, od stycznia 1790 członek Komuny Paryskiej, od 1791 działał w klubie kordelierów i stał na ich czele, od stycznia 1791 administrator departamentu paryskiego, od grudnia 1791 zastępca prokuratora Komuny Paryża. W 1792 minister sprawiedliwości i faktyczny szef rządu rewolucyjnego. W 1793  kierował Komitetem Ocalenia Publicznego.
Miał dwa przydomki: zwolennicy nazywali go „tytanem rewolucji”, a przeciwnicy „szlachetnym dzikusem”.

## Życiorys

### Młodość
W dzieciństwie został kilkukrotnie kopnięty przez rozjuszonego byka, co zdeformowało mu twarz na całe życie. Jako wybitnie zdolny syn ubogiego adwokata wykształcenie zdobył w Troyes w Szampanii, w szkole księży oratorianów. Już w wieku 15 lat chciał być świadkiem wielkich wydarzeń historycznych i odbył pieszą wędrówkę na koronację Ludwika XVI do Reims, gdzie króla nawet nie zobaczył z powodu ogromnego tłumu.
Po ukończeniu prawa na uniwersytecie paryskim praktykował w sądzie. Ożenił się z Antoinette Gabrielle Charpentier, córką właściciela kawiarni najpopularniejszej wśród elity paryskiej palestry. Za pieniądze otrzymane od teścia otworzył biuro adwokackie i zmienił nazwisko na d’Anton (po wybuchu rewolucji powrócił do wcześniejszej, plebejskiej pisowni).

### Rewolucja
W rewolucję zaangażował się dopiero przy wycofywaniu Regimentu Flandryjskiego (wezwanego do ochrony króla), czym zdobył sobie uznanie zarówno jakobinów, jak i sankiulotów. Szczególną popularnością zaczęły się cieszyć jego wystąpienia w Zgromadzeniu Narodowym, w których potępiał niesprawiedliwość i korupcję. Jednak w mniejszym gronie znajomych, pod wpływem alkoholu okazywał się sprzedajnym i pozbawionym skrupułów politykiem. Brał pieniądze od wszystkich: zarówno od dworu i księcia orleańskiego (za uśmierzanie zamieszek), jak i od Anglików (za ich wywoływanie). Uważał, iż rzeczą absolutnie prawidłową jest bogacenie się na rewolucji.
Wiosną 1792 należał do zwolenników wojny, a wkroczenie do Francji armii pruskiej pozwoliło mu dostać się na szczyt władzy. Kazał zamordować dowódcę Gwardii Narodowej markiza de Mandata i był głównym inspiratorem szturmu ludu paryskiego na Tuileries. Od 11 sierpnia do 11 października 1792 minister sprawiedliwości, w Tymczasowej Radzie Wykonawczej, latem i jesienią 1792 był faktycznym szefem rządu. Do legendy przeszły jego słowa wypowiedziane w przeddzień wybuchu I wojny koalicyjnej 2 września 1792: „Do zwycięstwa trzeba nam odwagi, odwagi i jeszcze raz odwagi”. W Konwencie, gdzie zajmował się głównie obroną narodową i polityką zagraniczną, zasiadał na ławach góry. Głosował za karą śmierci dla Ludwika XVI.
W 1793, cztery miesiące po śmierci pierwszej żony Gabrielle, ożenił się z szesnastoletnią Louise Gély, wbrew rewolucyjnym ideałom ślubu udzielił im niezaprzysiężony ksiądz w Saint-Germain-des-Prés (świadkami byli Lucile i Camille Desmoulins). Dla innych znajomych wziął ślub w ratuszu paryskim.
Od kwietnia do lipca 1793 kierował – bez specjalnych osiągnięć – Komitetem Ocalenia Publicznego. Wysunął propozycję wytyczenia naturalnych granic Francji, starał się rozbić koalicję przez zawieranie odrębnych traktatów pokojowych i prowadził tajne rokowania w Berlinie, Londynie i Turynie. Pragnął porozumienia z żyrondystami, które nie doszło do skutku. Początkowo, jako inicjator powstania Trybunału Rewolucyjnego, zwalczał kontrrewolucję i Wściekłych. Potem, będąc przywódcą umiarkowanej frakcji jakobinów, atakował też (od grudnia 1793) robespierrystów i ich politykę terroru, lecz w marcu 1794 opowiedział się za likwidacją hebertystów. Jego ataki przeciw kontrrewolucji nie przeszkadzały mu jednak kontaktować się z jej przedstawicielami (łączyły go dość bliskie, niewyjaśnione stosunki polityczne z Charles François Dumouriezem).
Z czasem stał się zwolennikiem polityki pobłażliwości i zgody narodowej, korzystnej dla nowej burżuazji, wzbogaconej m.in. na wykupie dóbr narodowych (sam Danton również dorobił się majątku). Był przywódcą plebejskiego skrzydła klubu kordelierów. Na przełomie 1793 i 1794 porzucił klubowy, radykalny program i stanął na czele własnej frakcji dantonistów, zwanych „pobłażliwymi”. W konflikcie pomiędzy radykalnym góralami (jakobini i kordelierzy) i umiarkowanymi żyrondystami odegrał dość dwuznaczną rolę. Wprawdzie obok Robespierre’a i Marata uważany był za najważniejszego przywódcę radykałów, to jednak do końca próbował skleić porozumienie pomiędzy dwiema grupami członków Konwentu.

### Śmierć
W czasach terroru jakobińskiego poróżniony z „Nieprzekupnym” (między innymi z powodu nieobyczajnego trybu życia Dantona i jego poglądów przyzwalających na dorabianie się przez rewolucyjnych wodzów), został oskarżony o spisek przeciw rządowi i zdradę kraju. Aresztowano go pod koniec marca 1794 razem z Camille’em Desmoulinsem i generałem François Josephem Westermannem (zwanym „rzeźnikiem z Wandei”), a następnie postawiono przed Trybunałem Rewolucyjnym (2–5 kwietnia). Mimo znakomitej obrony został skazany na śmierć i zgilotynowany. W drodze na szafot miał powiedzieć katu: „Nie zapomnij pokazać im mojej głowy. Warta jest tego”. Proces Dantona był przyczyną powstania dekretu o wykluczeniu obrońców ze wszystkich procesów.

## Oceny
O ocenę Dantona toczyły się spory polityczne i historiograficzne; występowali gorliwi apologeci (O. Aulard), a także oskarżyciele (Albert Mathiez). Obecnie przeważa tendencja raczej umiarkowana (G. Lefebvre): nie negując demagogii i korupcji Dantona, wskazuje się na jego rewolucyjny patriotyzm i nieprzeciętne talenty polityka.

## W literaturze
Danton jest m.in. bohaterem powieści Jakobini Teodora Jeske-Choińskiego (1909) oraz dramatu Sprawa Dantona Stanisławy Przybyszewskiej (1929), według którego w 1982 Andrzej Wajda zrealizował film Danton.